# 富庄镇
富庄镇，是中华人民共和国四川省雅安市汉源县下辖的一个乡镇级行政单位。2019年12月，撤销西溪乡，将其所属行政区域划归富庄镇管辖。

## 行政区划
富庄镇下辖以下地区：
富庄村、河东村、永兴村、果园村和联络村。